# Virginia Hall
Virginia Hall Goillot (Baltimore (Maryland), 1906. április 6. – Rockville (Maryland), 1982. július 8.) amerikai titkosügynök volt a második világháború idején. A British Special Operations Executive (SOE) és az Egyesült Államok Stratégiai Szolgáltatási Hivatalának (OSS) szolgálatában állt. Kódnevei: Marie Monin, Germaine, Diane, Marie of Lyon, Camille, Nicolas... voltak. Klaus Barbie – a „lyoni hóhér” – sohasem jött rá a nemzetiségére, de még a valódi nevére sem.

## Élete
Virginia Hall a marylandi Baltimore-ban született egy farmon élő tehetős családban. Az iskolában nagyszerű tanuló volt, osztályelsővé is megválasztották. Az iskolaújság főszerkesztője volt, amellett a gyephokicsapat kapitánya is.
A Barnard College főiskolán, majd a Harvard Egyetemen tanult tovább. Európában folytatta tanulmányait, így Párizsban és Bécsben. Közgazdaságtanból és nemzetközi jogból szerzett diplomát. Tökéletesen megtanult franciául, olaszul és németül.
Iskolái befejezése után kezdetben írnok volt Varsóban az amerikai nagykövetségen, aztán Izmirben.
1932-ben, egy vadászaton véletlenül lábon lőtte magát. A bal lábát térdtől amputálni kellett. Diplomata szeretett volna lenni az amerikai külügyminisztériumban, de a baleset miatt akkor az lehetetlen volt. Nem adta fel. Megtanult műlábbal járni 1939-től nem írnokoskodott tovább. Visszatért Párizsba a német invázió előtt egy nappal. Gépkocsivezető lett a francia mentőszolgálatnál. Aztán Angliába kellett menekülnie a németek Párizsba bevonulása miatt. Londonban a Különleges Hadműveletek Végrehajtó Egységéhez (Special Operations Executive, SOE) jelentkezett, ahol kiképezték fegyverhasználatra.
Hall hamarosan a második világháború egyik legkeresettebb kémje lett.
Hallt Franciaországba küldték információkat szerezni a németek mozgásáról, továbbá szervezni és felfegyverezni a francia ellenállást. A New York Post riporterének álcázva ment Franciaországba. Novemberre már megszervezte hálózatát. A hálózata igen sikeres lett. Segítettek a lelőtt brit pilótáknak biztonságba jutni, hírekkel ellátni a szövetségeseket, új SOE-ügynököket elhelyezni Franciaországban.
Amikor Németország 1942 vége felé az úgynevezett „Vichy Franciaországot” is megszállta, Hallnak Spanyolországba menekült. A Pireneusokon a műlábával verekedte át magát behavazott hegyeken. A Gestapo már vadászott a „sánta nőre”. Klaus Barbie már több ügynököt elkapott, de őt nem.
Egy vasútállomáson illegális határátlépése miatt elfogták. Hat hétig volt börtönben, aztán egy rab − aki éppen − szabadult, informálta az amerikai hatóságokat Barcelonában. Ők aztán elérték szabadon engedését. Így az amerikai kémszolgálathoz került.
1944-ben ismét Franciaországba küldték. Egy ottani faluban lett kvázi-parasztasszony. Őszre festették a haját, csoszogott − elrejtendő sántaságát, még a fogait is megváltoztatták hegyesre reszeléssel. Rádiósként dolgozott a különféle szállítmányok eljuttatásán az ellenállókhoz, és jelentette a német hadmozdulatokat is. Jelentéseiben megírta, hogy egysége felrobbantott négy hidat, tehervonatokat siklatott ki, elvágtak vasútvonalakat, telefonvezetékeket. Végeztek körülbelül 150 némettel, és 500 foglyot ejtettek.
A háború után Hall elemzőként a CIA-nál dolgozott. 1966-ban nyugdíjba vonult.

## Díjak, kitüntetések
- 1945: Honorary Members of the Order of the British Empire
- 2019: Maryland Women’s Hall of Fame
- A Brit Birodalom Rendjének tagja (MBE)
- Franciaország: croix de guerre
- 1988-ban a nevét felvették a Military Intelligence Corps Hírességek Csarnokába
- A washingtoni francia és brit nagykövet 2006-ban, születésének 100. évfordulóján megemlékezett róla
- 2016-ban a CIA ügynökképző intézményét „Virginia Hall Expedíciós Központnak” nevezték el

## Filmek
- Az IFC Films 2020 októberében adta ki „A Call to Spy” című filmet, az első nagyjátékfilmet Virginia Hallról. Világpremierje az Edinburgh-i Nemzetközi Filmfesztiválon volt 2019 júniusában, a D-Day 75. évfordulója alkalmából. Hallt Sarah Megan Thomas alakította, a filmet Lydia Dean Pilcher rendezte. A film közönségdíjat nyert Kanadában. A Call to Spy amerikai fesztiválpremierje a 2020-as Santa Barbara-i Nemzetközi Filmfesztiválon volt, ahol az Anti-Defamation League „Stand Up” díjával tüntették ki.
- 2017-ben jelent meg az „A Woman of No Importance” című film Sonia Purnell könyve alapján, Daisy Ridley főszereplésével.
- „A Woman of No Importance”: imdb: 6463720 (Az amerikai kémnő Virginia Hall története, aki a második világháború alatt a brit hírszerzésnek dolgozott.)

## Könyvek
- 2007: Nouzille, Vincent. L'Espionne, Virginia Hall, une Américaine dans la guerre (franciául)
- 2019: Gralley, Craig R. Hall of Mirrors: Virginia Hall: America's Greatest Spy of WWII.
- 2019: Mitchell, Don. The Lady Is a Spy: Virginia Hall, World War II Hero of the French Resistance
- 2012: Polette, Nancy. The Spy with the Wooden Leg: The Story of Virginia Hall
- 2014: Pearson, Judith L. The Wolves at the Door: The True Story of America's Greatest Female Spy
- 2019: Purnell, Sonia. A Woman of No Importance: The Untold Story of the American Spy Who Helped Win World War II.
- 2012: Demetrios, Heather. Code name Badass: the true story of Virginia Hall
- https://www.amazon.com/Woman-No-Importance-Untold-American/dp/0735225311

### Magyarul
- Sonia Purnell: Egy jelentéktelen nő; ford. Izsó Zita; Európa, Budapest, 2024